# Günter Haaf
Günter Haaf (* 1946) ist ein deutscher Wissenschaftsjournalist. Nach Stationen bei der ZEIT, Natur und Geo-Wissen war er seit 2003 Redaktionsdirektor des  „Wort & Bild Verlages“ in Baierbrunn.

## Leben
Haaf absolvierte von 1963 bis 1966 eine Lehre als Verlagskaufmann beim Ehapa-Verlag in Stuttgart. Danach war er von 1967 bis 1969 Redakteur der Zeitschrift Hobby, von 1970 bis 1971 bei „akut“ und von 1971 bis 1975 Redakteur beim „Stern“. Zwischen 1975 und 1977 war er als „Harkness Fellow“ in den USA, wo er wissenschaftsjournalistische Stationen unter anderem bei Science und dem Scientific American absolvierte.
Von 1977 bis 1986 war er verantwortlicher Wissenschaftsredakteur der ZEIT. Von 1986 bis 1993 war er Gründer und Redaktionsleiter von GEO-Wissen und von 1993 bis 1995 Chefredakteur der Zeitschrift Natur. Von 1996 bis 1998 war Haaf als freier Journalist tätig. Von 1998 bis 2004 war er Chefredakteur der Zeitschrift „Gesundheit“, die 2005 mit der „Apotheken Umschau“ fusioniert wurde.

## Preise für Günter Haaf
- 1999 ISG-Medienpreis
- 1989 Publizistikpreis der SKD-Stiftung
- 1988 Preis für Wissenschaftspublizistik der Deutschen Gesellschaft für Psychologie
- 1979 Glaxo-Preis für Wissenschafts-Journalismus
- 1971 Reporter der Wissenschaft